# Sydney Camm
Sydney Camm OBE (ur. 5 sierpnia 1893, zm. 21 marca 1966) – brytyjski konstruktor lotniczy, główny konstruktor przedsiębiorstwa Hawker, twórca sławnych myśliwców z okresu II wojny światowej, w szczególności Hawkera Hurricane.

## Życiorys
Był najstarszym z dwunastu dzieci Fredericka Camma i Mary Smith; w latach 1901–1908 uczęszczał do Royal Free School. Mając doświadczenie w pracy z drewnem (ojciec był stolarzem), w czasie nauki budował modele samolotów i szybowców, łącznie z pełnoskalowym szybowcem, który Camm wyposażył w silnik – jednak zbyt słaby, by maszyna stała się funkcjonalnym samolotem, zdolnym do samodzielnego lotu. W 1914 rozpoczął pracę jako stolarz w przedsiębiorstwie Martinsyde, gdzie został szybko awansowany do pracy w biurze projektowym. W tym czasie znaczny wpływ na niego miał George Handasyde, główny konstruktor zakładów Martinsyde.
W 1923 zatrudnił się jako starszy kreślarz w zakładach Hawker, gdzie pracował przez następne 43 lata. Jego pierwszym samodzielnym projektem był ultralekki Hawker Cygnet. W 1925 awansował na głównego projektanta.
Wraz z Fredem Sigristem zaprojektowali nowoczesny, lekki bombowiec o metalowej konstrukcji, Hawker Hart, który był szybszy i miał większy zasięg od używanych ówcześnie myśliwców. Camm osiągnął to, instalując najnowsze silniki rzędowe w stosunkowo niewielkich, dopracowanych aerodynamicznie płatowcach. Konstrukcja Harta była łatwa do modyfikacji – można było na niej montować różne silniki w zależności od życzeń odbiorcy; dała także początek całej rodzinie zbliżonych samolotów, takich Demon i Audax, a także pokrewnej konstrukcji myśliwca Hawker Fury, pierwszego brytyjskiego samolotu, który przekroczył prędkość 200 mil na godzinę. Hart, Fury i ich warianty odniosły też znaczny sukces eksportowy, co umożliwiło zakładom Hawker przetrwanie okresu wielkiego kryzysu.

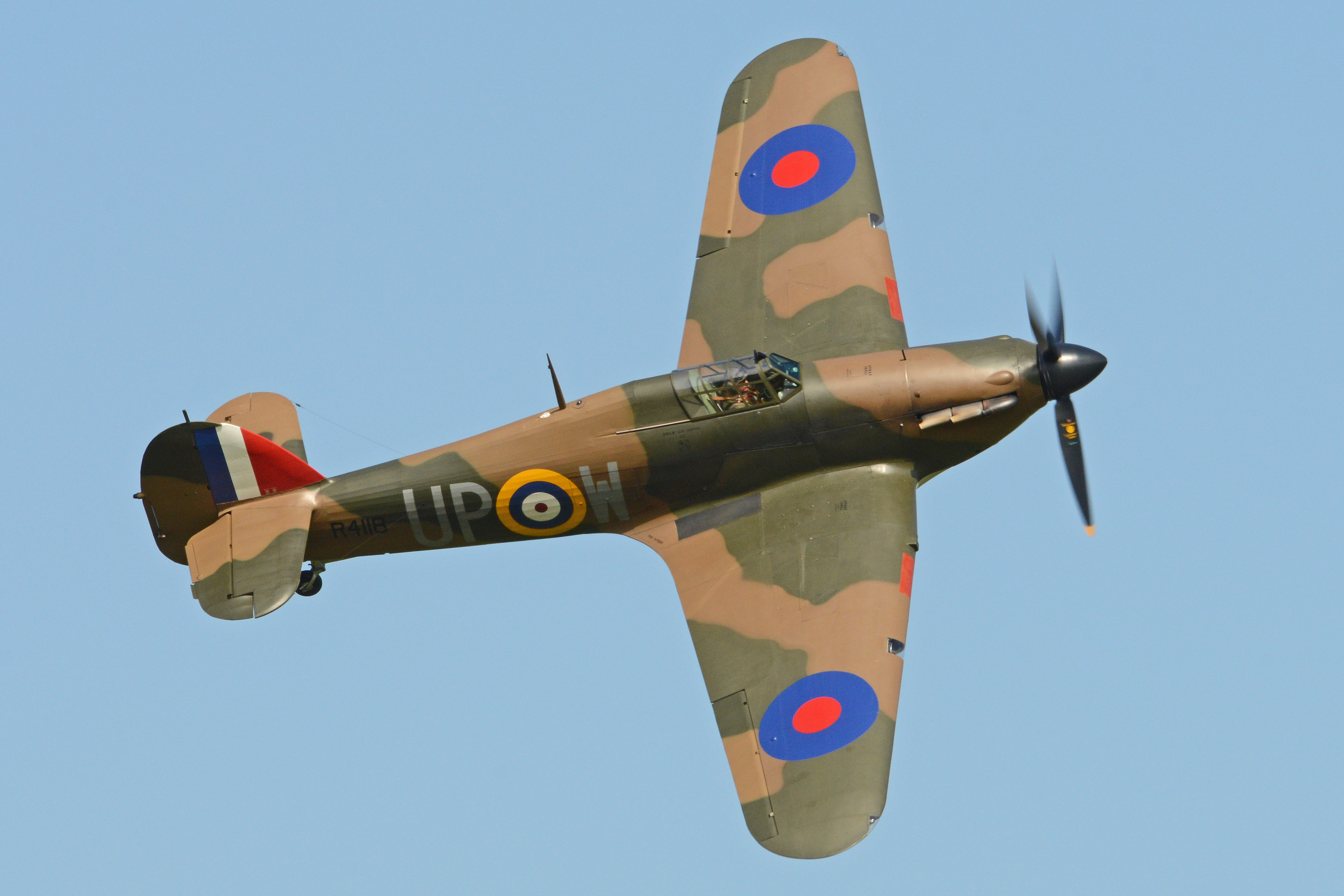
Hurricane – najsławniejsza konstrukcja Sydneya Camma

Najbardziej znanym samolotem Camma był Hawker Hurricane, który wywodził się z dwupłatowego Hawkera Fury. Camm, konstruktor licznych dwupłatów, wcześnie dostrzegł konieczność wykorzystania samolotów jednopłatowych, stawiających mniejszy opór aerodynamiczny, a więc o potencjalnie lepszych osiągach, w lotnictwie wojskowym. Hurricane nie był maszyną nowatorską, wykorzystując w znacznej części podobną kratownicową konstrukcję kadłuba co Fury, ale był solidny, łatwy w naprawie i produkcji, a jak wykazała służba – bardzo uniwersalny. Po bitwie o Anglię, w czasie której Hurricane’y zestrzeliły więcej niemieckich maszyn niż wszystkie inne środki obrony powietrznej razem wzięte, samoloty te służyły też jako dość skuteczne maszyny szturmowo-bombowe i przeciwczołgowe.
W czasie II wojny światowej Camm kontynuował pracę nad maszynami myśliwskimi i myśliwsko-bombowymi – jego dziełem były samoloty Typhoon, Tornado i Tempest. Zgodnie ze swoją filozofią rozwijania udanych projektów, na bazie Tempesta Camm zbudował Sea Fury, ostatni brytyjski samolot pokładowy z napędem tłokowym. Po wojnie rozpoczął budowę maszyn z napędem odrzutowym, konstruując pokładowy myśliwiec Hawker Sea Hawk i niezwykle udany, lądowy Hawker Hunter. Ostatnim projektem Camma był samolot pionowego startu Hawker P.1127, który (już po śmierci Camma) dał początek innej sławnej maszynie Hawkera – Harrierowi.
Sydney Camm nie miał naukowo-teoretycznego przygotowania; posługiwał się wyczuciem i intuicją, ewolucyjnie raczej niż rewolucyjnie rozwijając kolejne modele samolotów na bazie poprzednich. Jego konstrukcje były jednak wśród najbardziej udanych w swoim czasie. Opisywany jako bardzo wymagający, czasem trudny we współpracy, jednak bardzo ceniony przez współpracowników.
W 1935 został członkiem rady nadzorczej Hawkera, którym pozostał do końca życia, awansując na dyrektora projektowania i dyrektora całej grupy Hawker Siddeley, które to stanowisko pełnił do śmierci. Był też przewodniczącym rady technicznej SBAC (w latach 1951–1953), wiceprezydentem (1950–1951 i 1953–1954) i prezydentem Royal Aeronautical Society (RAeS) (1954–1955). Za swoje osiągnięcia otrzymał złoty medal RAeS (1949) i British Gold Medal for Aeronautics (1958) oraz Daniel Guggenheim Medal (1965; Camm zmarł przed odebraniem nagrody). W 1953 otrzymał szlachectwo.
Kingston University nazwał swoją nową bibliotekę imieniem sir Sydneya Camma.

Samoloty konstrukcji Sydneya Camma
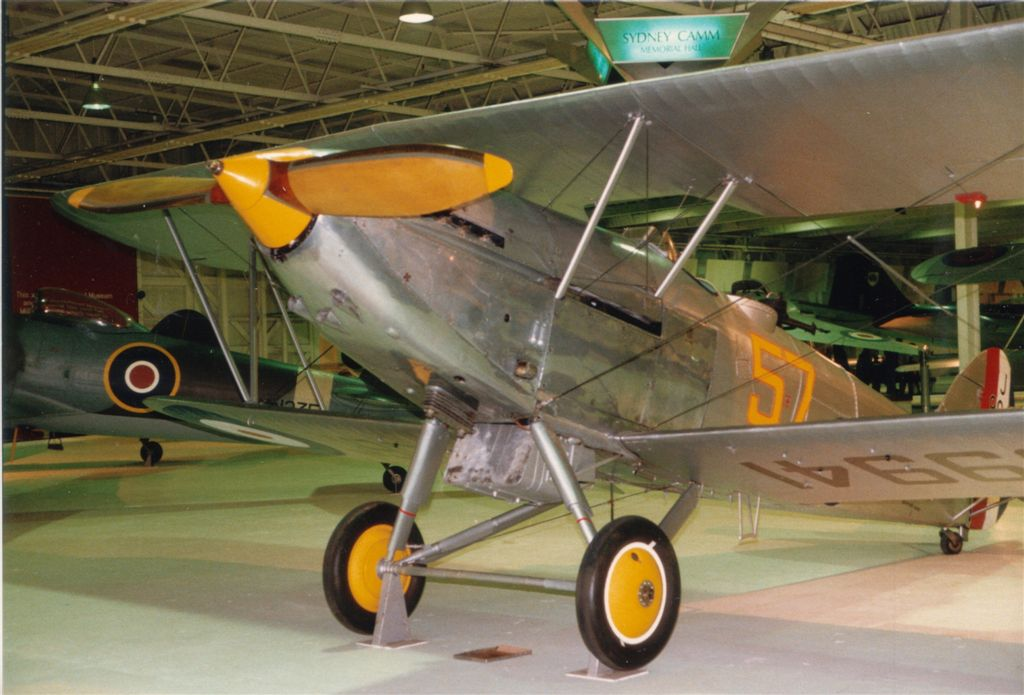
Hart – lekki bombowiec z okresu międzywojennego
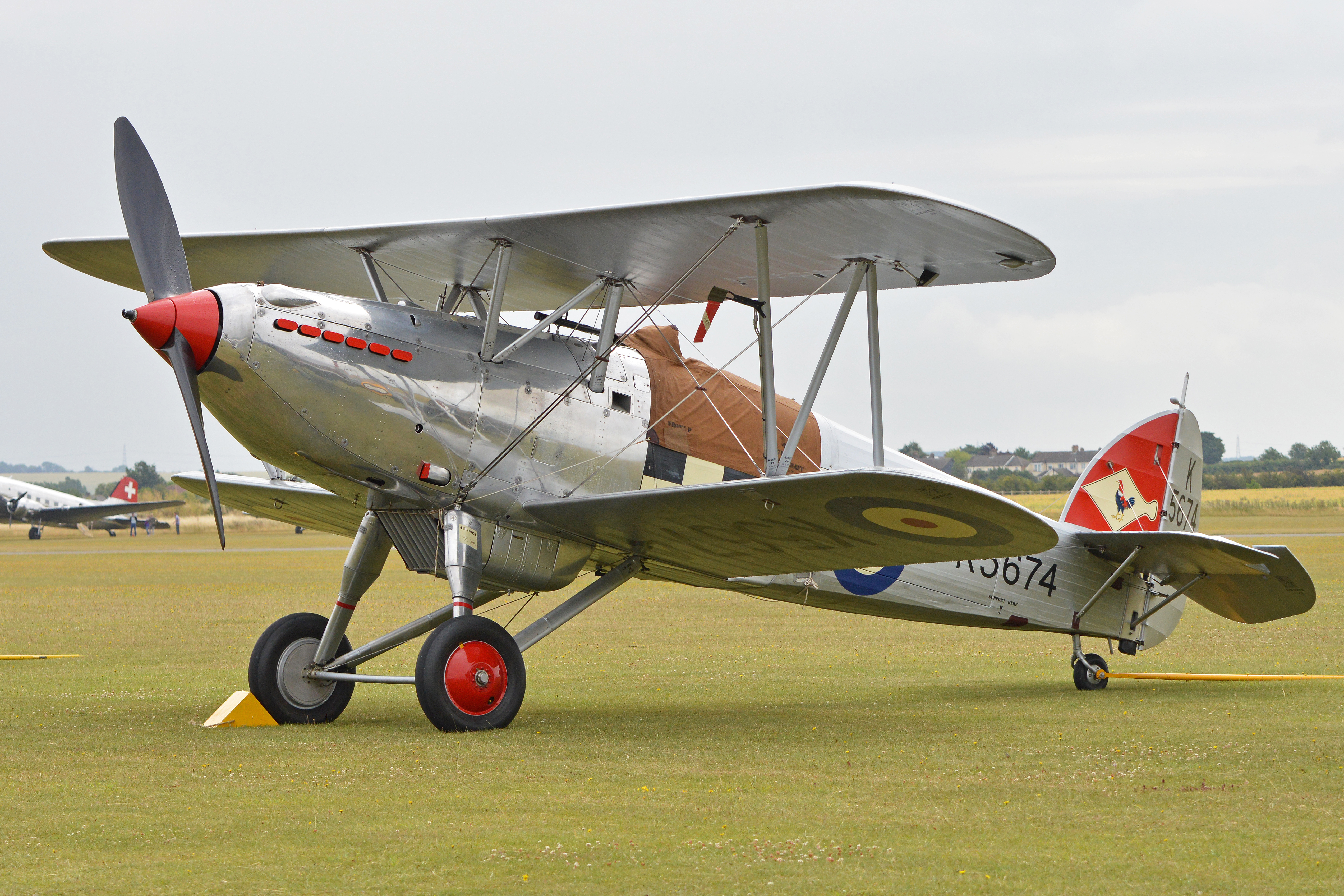
Fury – dwupłat myśliwski
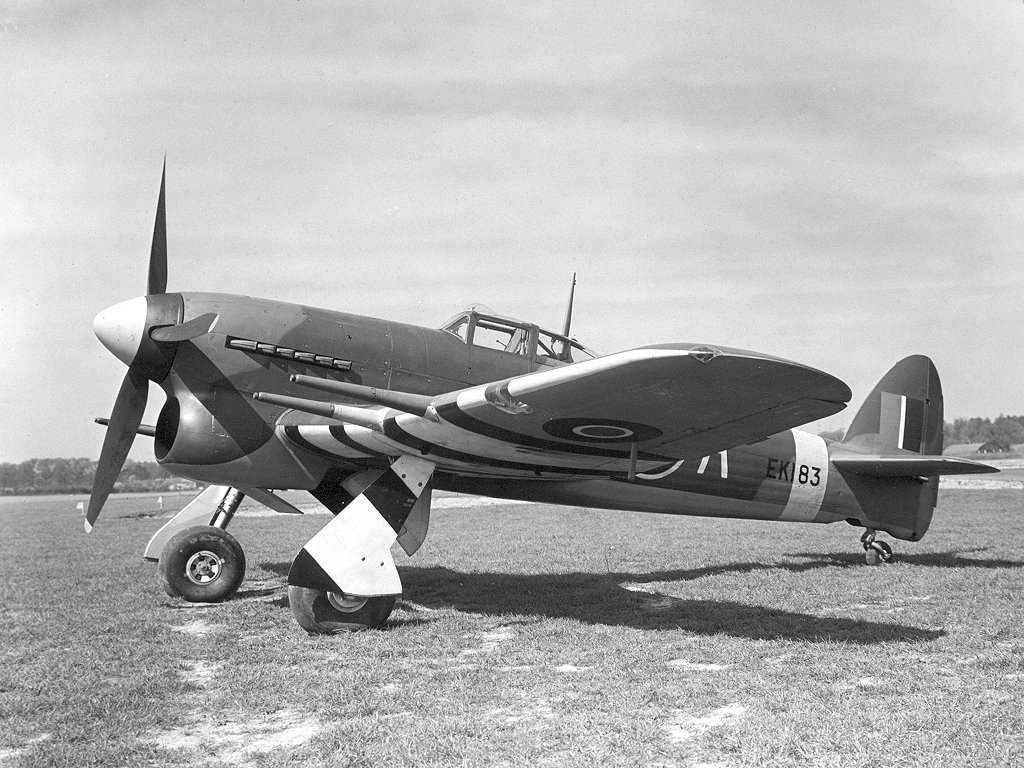
Typhoon i....
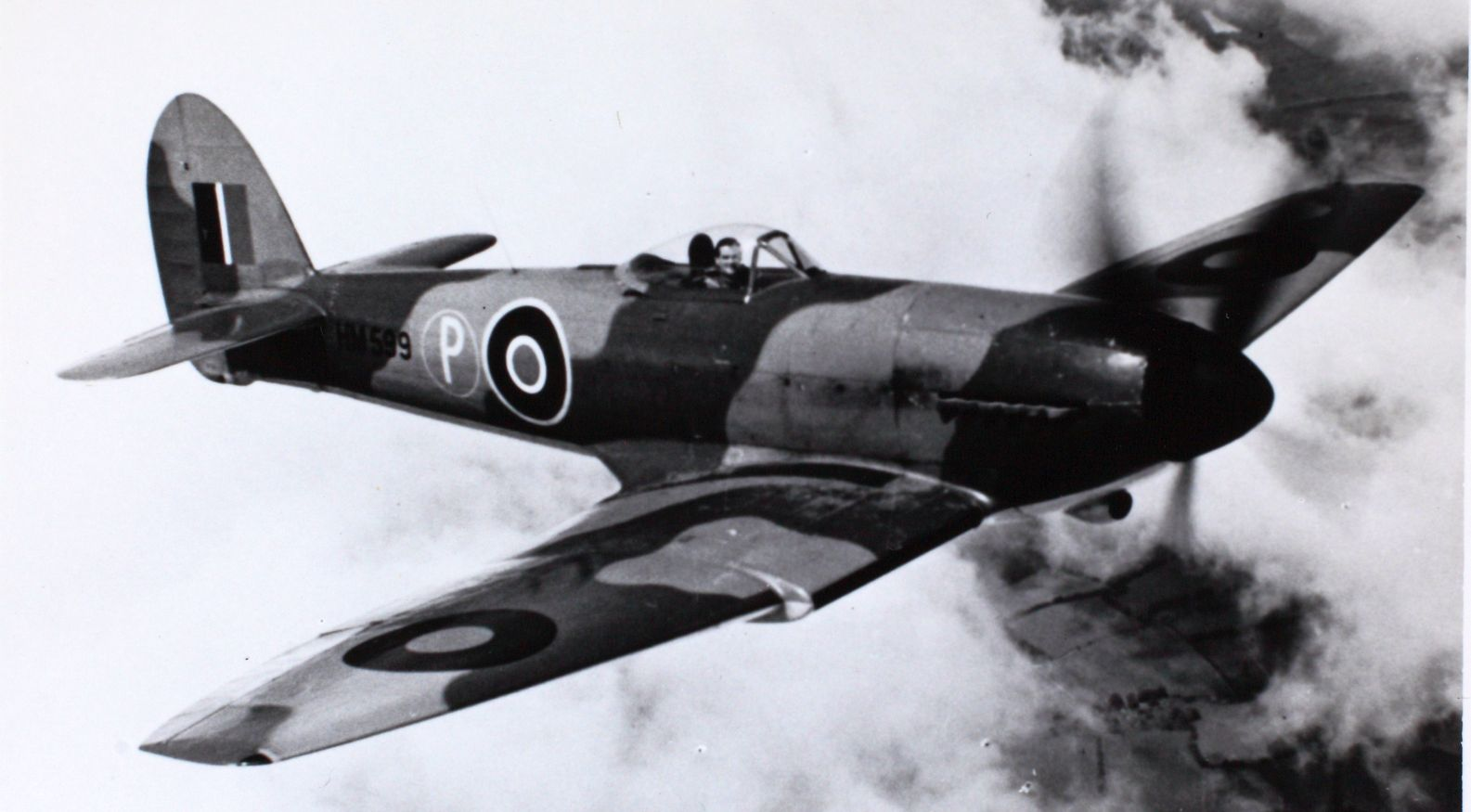
...Tempest – ciężkie myśliwce z II wojny światowej
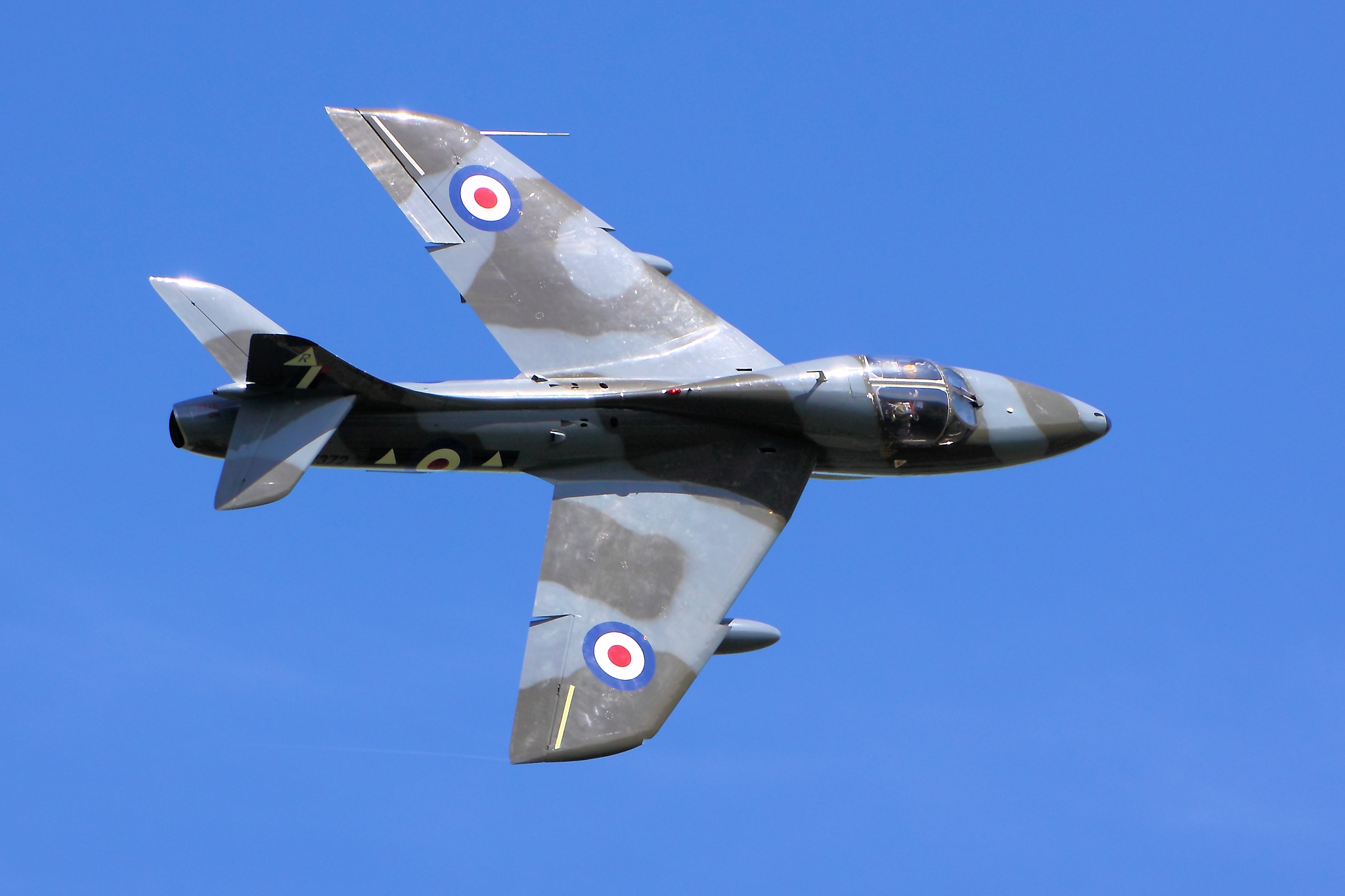
Hunter – jeden z najbardziej udanych powojennych myśliwców brytyjskich
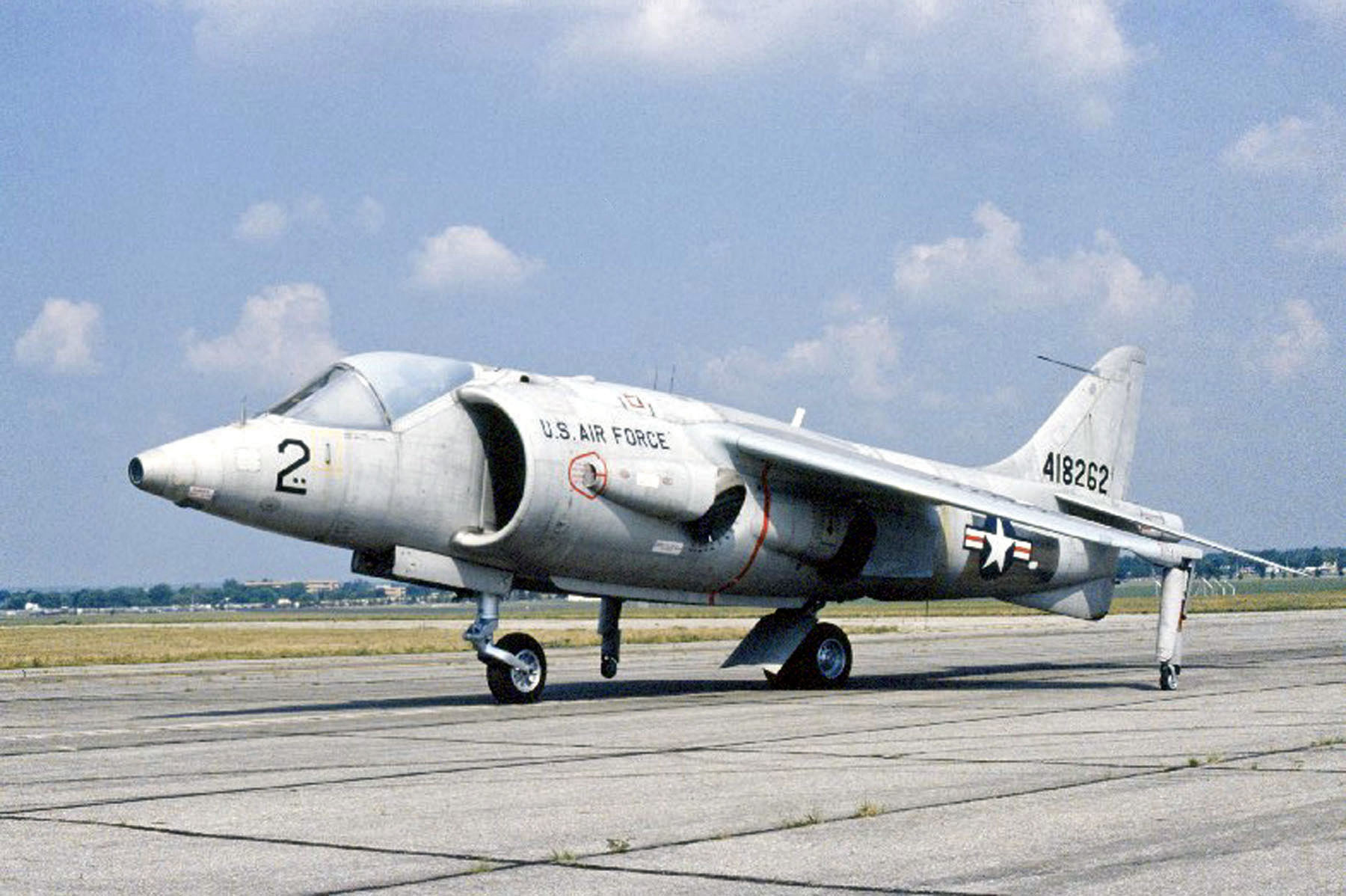
P. 1127 Kestrel – prototypowy pionowzlot